# Madhavrao Scindia

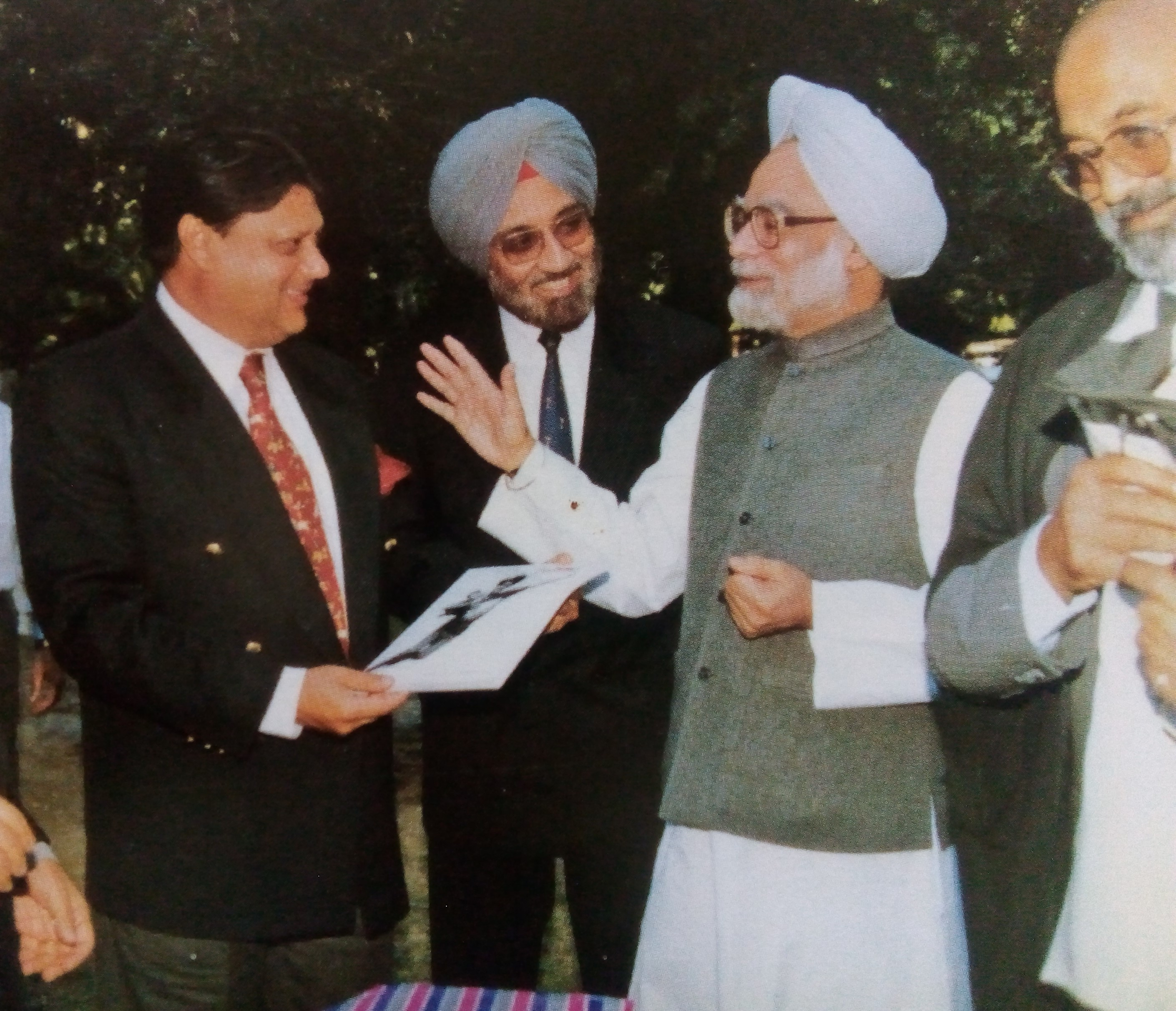
Madhavrao Scindia (links) mit Manmohan Singh bei einem Treffen in der Doon School (ungefähr in den späten 1980ern)

Madhavrao Scindia (Hindi: माधवराव सिंडिया) (* 10. März 1945 in Bombay; † 30. September 2001 im Distrikt Mainpuri) war ein indischer Politiker.

## Biografie
Er war Abkömmling der einflussreichen Marathen-Dynastie Scindia, die bis zur Souveränität Indiens 1947 die Herrscher im Fürstenstaat Gwalior stellten. 1961 wurde er selbst der nominelle Maharaja des Fürstenstaats bis zur Abschaffung der traditionellen Fürstenprivilegien während der Amtszeit von Premierministerin Indira Gandhi im Jahr 1971.
1971 wurde er als Kandidat der nationalistisch-hinduistischen Jan Sangh im Wahlkreis Guna in Madhya Pradesh in die Lok Sabha gewählt. Bei der Wahl im Jahr 1977 war er erneut in diesem Wahlkreis erfolgreich, diesmal als unabhängiger Kandidat. Wenig später wurde er jedoch Mitglied des Indischen Nationalkongresses (INC) Indira Gandhis. Als Kongresspartei-Kandidat konnte er den Wahlkreis Guna bei der Wahl 1980 und den Wahlkreis Gwalior bei den Wahlen 1984, 1989 und 1991 erneut gewinnen. Bei der Wahl 1984 besiegte er dabei Atal Bihari Vajpayee von der Bharatiya Janata Party als Gegenkandidaten mit mehr als 175.000 Stimmen Mehrheit.
Im Oktober 1984 wurde Scindia von Premierminister Rajiv Gandhi zum Minister für die Eisenbahnen (Indian Railways) in dessen Regierung ernannt, der er bis zum Ende von Gandhis Amtszeit im Dezember 1989 angehörte. In der Regierung von Premierminister P. V. Narasimha Rao war er zwischen 1991 und 1993 zunächst Minister für Zivilluftfahrt und später von 1995 bis zum Ende von dessen Amtszeit am 16. Mai 1996 Minister für die Entwicklung von Humankapital. 1996 musste Scindia zurücktreten, da ihm eine Verwicklung in den hawala-Bestchungsskandal vorgeworfen wurde. Er wurde daraufhin auch nicht mehr erneut als Kandidat der Kongresspartei für den Wahlkreis Gwalior aufgestellt. Daraufhin gründete er eine eigene Partei Madhya Pradesh Vikas Congress und gewann als Kandidat dieser Partei den Wahlkreis Gwalior erneut mit großer Mehrheit bei der Parlamentswahl 1996. Er söhnte sich jedoch kurze Zeit später wieder mit der Kongresspartei aus und schloss sich dieser wieder 1997 an. Bei den Wahlen 1998 und 1999 war er erneut in 3-Gwalior bzw. 4-Guna erfolgreich.
Scindia war damit von 1971 bis zu seinem Tod 2001 ununterbrochen Mitglied der Lok Sabha und konnte bei 9 aufeinanderfolgenden Wahlen seinen Wahlkreis gewinnen.
Madhavrao Scindia verstarb bei einem Flugzeugabsturz bei einem Inlandsflug.